# Castello di Soligo
Il castello di Soligo era un fortilizio medievale che sorgeva presso l'abitato di Soligo, attuale frazione di Farra di Soligo, in provincia di Treviso.

## Storia
Il fortilizio era sede di un feudo, citato per la prima volta nel 962: in quell'anno l'imperatore Ottone I conferiva al vescovo di Ceneda Sicardo il titolo di conte, assegnandogli così il potere temporale su un territorio che comprendeva, tra l'altro, anche il castello di Soligo. Tuttavia, già nel 980 lo stesso Ottone concedeva ai Collalto i diritti sui territori compresi tra i fiumi Raboso e il Soligo. Le testimonianze scritte documentano che, fino al XII secolo, il dominio del castello vide l'alternarsi dei vescovi di Ceneda, dei vescovi di Belluno e ancora dei Collalto.
Attorno al 1120 il vescovo di Ceneda concesse Soligo ai Caminesi.
Nel XIII secolo il castello fu coinvolto nei conflitti che videro come protagonista Ezzelino da Romano. Nel 1319 fu espugnato dal conte di Gorizia, accorso in aiuto di Treviso: i Caminesi, infatti, si erano alleati a Cangrande della Scala che aveva mire espansionistiche sulla Marca. Controllato ora dai Trevigiani, vi fu posto un presidio militare comandato da un capitano.
Attorno al 1335, il vescovo Francesco Ramponi, essendosi estinto il ramo dei Caminesi "di Sopra", dichiarò libero il feudo e lo donò alla Serenissima. Altri Caminesi, tuttavia, continuarono a rivendicarne il possesso.
La definitiva distruzione avvenne nel 1378. In quel periodo, Venezia doveva affrontare un'invasione di soldati Ungari e i Caminesi, diversamente da quanto avevano fatto fin prima, la abbandonarono, sperando di riconquistare gli antichi feudi. Risolto il conflitto con gli Ungari, la Serenissima punì pesantemente i Caminesi e incaricò Rambaldo di Collalto di radere al suolo il castello di Soligo. Al contempo veniva abolito il feudo di Soligo.

## L'edificio
La fortezza sorgeva sull'attuale colle di San Gallo, appena sopra il borgo di Soligo, dominando il Quartier del Piave e l'imbocco della valle del Soligo, che lo collega alla Vallata.
Ancora nell'Ottocento, come ricordano gli scritti di don Sbardella, resistevano alcuni ruderi. Sulla base di ciò, si ritiene che il castello dovette essere una costruzione imponente e articolata. Ad ovest, nel punto più vulnerabile, era difeso da un doppio giro di fossati e da una grossa torre, e ad est da una doppia cinta muraria. L'accesso era garantito da due porte, l'una a sud, verso il paese, l'altra a nord-est, rivolta alla valle del Soligo e alla rocca di Solighetto. All'interno sorgeva un'altra torre e una cappella intitolata a San Biagio. Le salite di accesso erano difese da un ulteriore fortezza, di dimensioni minori.
Sul luogo si trova ora l'eremo di San Gallo. Si ipotizza che il campanile della parrocchiale dei Santi Pietro e Paolo possa essere stata ricavata da una torre del castello.